# Конклав (филм, 2024)
„Конклав“ (на английски: Conclave) е мистъри трилър от 2024 г. на режисьора Едуард Бъргър, сценарият е на Питър Строган, и е базиран на едноименния роман, написан от Робърт Харис през 2016 г. Във филма участват Ралф Файнс, Стенли Тучи, Джон Литгоу, Серджо Кастелито и Изабела Роселини.
Премиерата на филма се състои в 51-вия филмов фестивал в Телюрайд на 30 август 2024 г. Той излиза по кината в Съединените щати на 25 октомври 2024 г. и ще излезе във Великобритания на 29 ноември 2024 г. В България филмът излиза по кината на 8 ноември 2024 г. в разпространение от „Форум Филм България“.

## Сюжет
Внимание:  Текстът по-долу разкрива сюжета на произведението (или части от него)!
След смъртта на Папата се провежда конклав, на който кардиналите трябва да изберат нов Папа. Кардинал Томас Лорънс ще председателства конклава. Четирима кардинали се борят за поста папа: ортодоксалният италианец Гофредо Тодеско, американският либерал Алдо Белини, жадният за власт канадец Джоузеф Тремблей и нигериецът Джошуа Адейеми. В последния момент на конклава пристига Винсент Бенитес, кардиналът на Кабул, получил тази титла от покойния Папа тайно от всички. Кардинал Лорънс започва да води конклава и с всяко ново гласуване се разкриват нови и все по-тъмни тайни около кандидатите за Светия престол...

## Актьорски състав
| Актьор           | Роля                                                                                      |
| ---------------- | ----------------------------------------------------------------------------------------- |
| Ралф Файнс       | Кардинал Томас Лорънс – председател на Конклава и декан на Колегията на кардиналите       |
| Стенли Тучи      | Кардинал Алдо Белини – либерален кардинал от САЩ                                          |
| Джон Литгоу      | Кардинал Джоузеф Тремблей – властолюбив кардинал от Канада                                |
| Лучиан Мсамати   | Кардинал Джошуа Адейеми – популярен кардинал от Нигерия с консервативни социални възгледи |
| Серджо Кастелито | Кардинал Гофредо Тедеско – ортодоксален италиански кардинал                               |
| Брайън Ф. О'Бърн | Монсеньор Реймънд О'Мали – помощник на кардинал Лорънс                                    |
| Карлос Диес      | Висент Бенитес – мексикански архиепископ, който стана кардинал на Кабул                   |
| Мераб Нинидзе    | Кардинал Сабадин                                                                          |
| Томас Лойбл      | Архиепископ Мандорф                                                                       |
| Изабела Роселини | Сестра монахиня Агнес – главната икономка на Ватикана                                     |
| Яцек Коман       | Архиепископ Януш Возняк – префект на Папския дом и довереник на покойния Папа             |
| Лорис Лоди       | Кардинал Вилануева                                                                        |
| Роберто Ситран   | Кардинал Ломбарди                                                                         |
| Балкисса Майга   | Сестра монахиня Шануми                                                                    |